# Kevin Harvick’s Kern Raceway
Der Kevin Harvick’s Kern Raceway, früher Kern County Raceway Park, ist eine Motorsport-Rennstrecke in Bakersfield im US-Bundesstaat Kalifornien. Der Speedway wurde als Austragungsort verschiedener kleinerer Rennserien bekannt.

## Geschichte

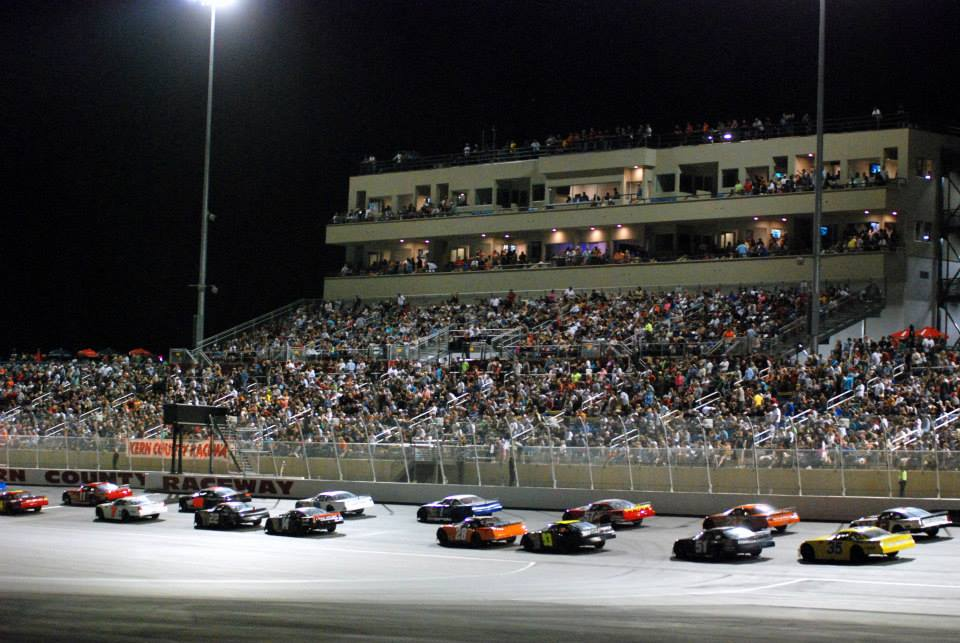
Eröffnungsrennen am Kern County Raceway am 18. Mai 2013

Der Kern County Raceway Park wurde als Nachfolgestrecke des 35 km nordöstlich gelegenen Mesa Marin Raceway konzipiert, der 2005 geschlossen wurde. Die Bauarbeiten an der Rennstrecke begannen im Jahr 2007. 2008 musste jedoch der Bau für einige Jahre gestoppt werden, nachdem die ursprünglich von den Investoren veranschlagten Baukosten von 4,5 Mio. $ um 3,5 Mio. $ überschritten wurden. Erst 2010 wurde die halb fertige Anlage an eine neue Investorengruppe verkauft. Die ursprünglich 2008 geplante Eröffnung fand letztendlich erst 2013 statt. Im selben Jahr fand das erste Rennen der ARCA Menards Series West auf dem Kurs statt, welches Greg Pursley gewann. Auch die Whelen All-American Series trug ab 2013 Rennen dort aus.
Die Rennstrecke wechselte 2023 ihren Besitzer, nachdem das Ehepaar Tim & Lisa Huddleston, die zuvor das Irwindale Event Center bis zu seiner Schließung geleitet hatten, die Strecke von den ursprünglichen Investoren Charlie Beard, Rusty Risi, und James Vernon übernahmen. Da der aus Bakersfield stammende populäre NASCAR-Pilot Kevin Harvick mit in das Führungsteam der Strecke berufen wurde, trägt die Strecke seitdem den Namen Kevin Harvick’s Kern Raceway.

## Die Strecke
Die gesamte Anlage umfasst 120 Hektar und beinhaltet neben dem asphaltierten Ovalkurs auch einen Dirttrack und eine Motocross-Strecke. Ein Infield-Oval ist ebenfalls vorhanden und wird für Rennen mit kleineren Rennwagen verwendet.